# Maria Mercè Marçal
Pour les articles homonymes, voir Mercè et Marçal.
Œuvres principales
La passió segons Renée Vivien
Maria Mercè Marçal, née le 13 novembre 1952 à Ivars d'Urgell (province de Lérida) et décédée le 5 juillet 1998  à Barcelone, est une poétesse, professeure, écrivaine et traductrice espagnole d'expression catalane féministe. Elle est connue pour ses œuvres féministes et lesbiennes.

## Biographie
Elle passe son enfance à Ivars d'Urgell (Pla d'Urgell). Elle fréquente le lycée de Lérida et étudie la philologie classique à l'Université de Barcelone. En 1972 elle se marie avec le poète Ramon Pinyol Balasch. Elle fait des traductions vers le catalan de Colette, Yourcenar, Anna Akhmatova, Marina Tsvetaiéva, Baudelaire ou Leonor Fini. Marina Rossell, Teresa Rebull, Ramon Muntaner, Txiqui Berraondo, Maria del Mar Bonet, Celdoni Fonoll, Gisela Bellsolà ou Sílvia Pérez Cruz chantent ses poèmes. Elle meurt à Barcelone des suites d'un cancer à l'âge de 45 ans.

## Œuvre
- Cau de llunes. Barcelona: Proa, 1977.
- Bruixa de dol (1977-1979). Sant Boi de Llobregat: Llibres del Mall, 1979.
- Terra de mai. Valencia: El cingle, 1982.
- Sal oberta. Sant Boi de Llobregat: Llibres del Mall, 1982.
- La germana, l'estrangera (1981-1984). Sant Boi de Llobregat: Llibres del Mall, 1985.
- Contraclaror: antologia poètica, de Clementina Arderiu Barcelona: La Sal, edicions de les dones, 1985.
- Desglaç (1984-1988). Barcelona: Edicions 62 - Empúries, 1988.
- Llengua abolida (1973-1988). Valencia: 1989.
- La passio segons Renée Vivien, 1994 (en catalan) et 2024 (en français).
- Paisatge emergent. Trenta poètes catalanes del S.XX Barcelona: La Magrana, 1999.
- Raó del cos. Barcelona: Edicions 62 - Empúries, 2000.
- Contraban de llum. Antologia poètica Barcelona, Proa, 2001.
- El meu amor sense casa (CD), Barcelona, Proa,  2003.